# Pseudotachea
Genre
Pseudotachea est un genre de mollusques gastéropodes de la famille des Helicidae, de la sous-famille des Helicinae.

## Liste des espèces
- Pseudotachea coquandi Morelet, 1880
- Pseudotachea litturata (L. Pfeiffer, 1851)
- Pseudotachea splendida (Draparnaud, 1801)